# Nati nel 1318
| Questa pagina contiene informazioni ricavate automaticamente dalle voci biografiche con l'ausilio del template Bio e di un bot. L'aggiornamento è periodico e automatico e ricostruisce completamente la pagina. Se manca una persona in questa lista, sei pregato di non aggiungerla, ma accertati piuttosto che la sua voce biografica contenga il template Bio e che i dati anagrafici siano correttamente compilati. Se il template Bio manca, inseriscilo tu stesso o, in alternativa, metti l'avviso {{tmp\|Bio}} che ne segnala la mancanza. Se i dati riportati sono sbagliati, correggi direttamente la voce biografica; le modifiche saranno visibili in questa lista entro pochi giorni. Per chiarimenti vedi il progetto biografie. La lista contiene solo le 13 persone che sono citate nell'enciclopedia e per le quali è stato implementato correttamente il template Bio. Pagina aggiornata al 18 ago 2025. |

- 18 marzo - Baha al-Din Naqshband Bukhari, mistico arabo († 1389)
- 18 giugno - Eleonora d'Inghilterra, nobile britannica († 1355)
- 29 giugno - Yusuf I, sultano arabo († 1354)
- 11 settembre - Eleonora di Lancaster, nobile inglese († 1372)
- Andrea II Muzaka, nobile albanese († 1372)
- Anna d'Asburgo, religiosa austriaca († 1343)
- Costanza d'Aragona, principessa († 1346)
- Kitabatake Akiie, militare giapponese († 1338)
- Violante Paleologa, contessa († 1342)
- Francesco I della Ratta, nobile italiano († 1359)
- Venceslao I di Legnica, nobile polacco († 1364)
- Timbora di Roccaberti, nobile spagnola († 1364)
- Margherita di Tirolo-Gorizia, contessa († 1369)